# Marc Schneider
Marcus Blake Schneider –conocido como Marc Schneider– (Lubbock, 28 de abril de 1973) es un deportista estadounidense que compitió en remo.
Participó en dos Juegos Olímpicos de Verano, obteniendo una medalla de bronce en Atlanta 1996, en la prueba de cuatro sin timonel ligero, y el sexto lugar en Sídney 2000, en la misma prueba.

## Palmarés internacional
| Juegos Olímpicos | Juegos Olímpicos         | Juegos Olímpicos  | Juegos Olímpicos          |
| Año              | Lugar                    | Medalla           | Prueba                    |
| ---------------- | ------------------------ | ----------------- | ------------------------- |
| 1996             | Atlanta (Estados Unidos) | Medalla de bronce | Cuatro sin timonel ligero |